# Węgierska Formuła 2000 Sezon 1999
Węgierska Formuła 2000 Sezon 1999 – ósmy sezon Węgierskiej Formuły 2000.

## Kalendarz wyścigów
| Runda | Data        | Tor         | Pole position | Najszybsze okrążenie | Zwycięzca (kierowcy) | Zwycięzca (zespoły) |
| ----- | ----------- | ----------- | ------------- | -------------------- | -------------------- | ------------------- |
| 1     | 1 maja      | Hungaroring | ?             | ?                    | István Rácz          | Quaestormási MSE    |
| 2     | 2 maja      | Hungaroring | ?             | ?                    | Zsolt Harkányi       | VOLÁN Autós         |
| 3     | 22 maja     | Pecz        | ?             | ?                    | Zsolt Harkányi       | VOLÁN Autós         |
| 4     | 23 maja     | Pecz        | ?             | ?                    | László Harkányi      | VOLÁN Autós         |
| 5     | 17 lipca    | Parád       | ?             | ?                    | István Rácz          | Quaestormási MSE    |
| 6     | 18 lipca    | Parád       | ?             | ?                    | István Rácz          | Quaestormási MSE    |
| 7     | 19 września | Hungaroring | ?             | ?                    | Zsolt Harkányi       | VOLÁN Autós         |

## Klasyfikacja kierowców
| Legenda oznaczeń w tabelach wyników Wyświetl szablon na nowej stronie | Legenda oznaczeń w tabelach wyników Wyświetl szablon na nowej stronie                                                                     |
| Oznaczenie                                                            | Wyjaśnienie |
| --------------------------------------------------------------------- | --- |
| Złoty                                                                 | Zwycięzca lub mistrzostwo |
| Srebrny                                                               | 2. miejsce lub wicemistrzostwo |
| Brązowy                                                               | 3. miejsce lub II wicemistrzostwo |
| Zielony                                                               | Ukończył, punktował (w klasyfikacji generalnej, gdy zdobył co najmniej jeden punkt na przestrzeni sezonu, poza trzema powyższymi opcjami) |
| Niebieski                                                             | Ukończył, nie punktował (w klasyfikacji generalnej, gdy nie zdobył co najmniej jednego punktu na przestrzeni sezonu)                      |
| Czerwony                                                              | Nie zakwalifikował się (NZ) |
| Czerwony                                                              | Nie prekwalifikował się (NPK) |
| Różowy                                                                | Nie ukończył (NU) |
| Różowy                                                                | Niesklasyfikowany (NS) (w klasyfikacji generalnej, gdy nie został sklasyfikowany w żadnym wyścigu sezonu)                                 |
| Czarny                                                                | Zdyskwalifikowany (DK) |
| Czarny                                                                | Wykluczony (WYK/EX) |
| Biały                                                                 | Nie wystartował (NW) |
| Biały                                                                 | Kontuzjowany (K/INJ) |
| Biały                                                                 | Wyścig odwołany (OD/C) |
| Bez koloru                                                            | Został wycofany (WYC/WD) |
| Bez koloru                                                            | Nie przybył (NP/DNA) |
| Bez koloru                                                            | Nie brał udziału w treningach (NT/DNP) |
| Bez koloru                                                            | Nie został zgłoszony (–) |
| Pogrubienie                                                           | Start z pole position |
| Kursywa                                                               | Najszybsze okrążenie wyścigu |
| †                                                                     | Nie ukończył, ale jego rezultat został zaliczony ze względu na przejechanie więcej niż 90% dystansu wyścigu.                              |
| *                                                                     | Sezon w trakcie |
| 1/2/3                                                                 | Punktowana pozycja w sprincie kwalifikacyjnym                                                                                             |
| Lista systemów punktacji Formuły 1                                    | |

| Poz.         | Kierowca         | Zespół            | HUN          | HUN          | PCS          | PCS          | PAR          | PAR          | HUN          | Punkty       |              |              |
| Formuła 2000 | Formuła 2000     | Formuła 2000      | Formuła 2000 | Formuła 2000 | Formuła 2000 | Formuła 2000 | Formuła 2000 | Formuła 2000 | Formuła 2000 | Formuła 2000 | Formuła 2000 | Formuła 2000 |
| ------------ | ---------------- | ----------------- | ------------ | ------------ | ------------ | ------------ | ------------ | ------------ | ------------ | ------------ | ------------ | ------------ |
| 1            | István Rácz      | Quaestormási MSE  | 1            | -            | -            | -            | 1            | 1            | 1            | 33           |              |              |
| 2            | Zoltán Szabó     | E.C.S. Motorsport | 2            | -            | -            | -            | 2            | 2            | -            | 18           |              |              |
| 3            | Zsolt Harkányi   | VOLÁN Autós       | -            | -            | -            | -            | -            | -            | 1            | 9            |              |              |
| Formuła 1600 |                  |                   |              |              |              |              |              |              |              |              |              |              |
| 1            | László Harkányi  | VOLÁN Autós       | 1            | 2            | NU           | 1            | 1            | 1            | -            | 27           |              |              |
| 2            | Zsolt Harkányi   | VOLÁN Autós       | NU           | 1            | 1            | NU           | 2            | NU           | -            | 21           |              |              |
| 3            | Zoltán Balatincz | VOLÁN Autós       | -            | NU           | NU           | 2            | 3            | 2            | 2            | 14           |              |              |
| 4            | Viktor Bánhegyi  | Quaestormási MSE  | NU           | 3            | 2            | NU           | -            | -            | -            | 10           |              |              |
| 5            | Zsolt Csüllög    | VOLÁN Autós       | 2            | NU           | -            | -            | 4            | 3            | 1            | 10           |              |              |
| 6            | Nándor Ulmer     | Nova 601          | -            | -            | 3            | NU           | -            | -            | -            | 4            |              |              |